# 约翰·加朗

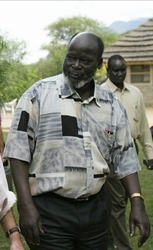
约翰·加朗

约翰·加朗·德·马比奥尔（英語：John Garang de Mabior；1945年6月23日—2005年7月30日），苏丹共和国前副总统，苏丹人民解放军的创建者和领袖，南蘇丹國父。

## 生平
加朗出生于苏丹南部尼罗河上游地区一个丁卡人部落贵族家庭。1962年，在第一次苏丹内战中加朗希望参加当地军队，但是军队首领建议他还是先去接受教育，于是他前往坦桑尼亚求学，后又获得奖学金，得以前往美国艾奥瓦州格林内尔学院经济学专业就读。经过刻苦学习，加朗于1969年毕业。之后，他拒绝了加州大学柏克利分校开出的奖学金，回到达累斯萨拉姆大学攻读东非农业经济研究。在校期间，他结识了也在该校就读的约韦里·穆塞韦尼（后成为乌干达总统），同其成为终生好友。
1972年，苏丹内战双方签署了《亚的斯亚贝巴和平协议》，宣布结束内战，大批苏丹南部黑人随之被吸收入苏丹军队，加朗也回国从军，到1983年，他已升迁至位于恩图曼的苏丹参谋学院校长一职，军衔上校。在从军期间，他还在美国艾奥瓦州立大学获得了经济学博士学位。
1983年5月，加朗受命前往苏丹南方地区，劝说500名黑人官兵接受调动，前往北方换防。但其实这只是加朗密谋反对苏丹政府的一部分。当这些官兵举起反旗后，加朗改道前往埃塞俄比亚建立反政府基地，并接纳这些反政府军加入。7月时，加朗已经召集了3000余名原蘇丹军队中的黑人官兵，正式组建起“苏丹人民解放军”，以反对苏丹北部阿拉伯人的统治。这标志着第二次苏丹内战的开始。
苏丹人民解放军受到了利比亚、乌干达和埃塞俄比亚的支持，他们很快就控制了大部分苏丹南部地区，取名“新苏丹”。直到2005年1月9日，加朗方才与苏丹政府签署《内罗毕全面和平协议》，结束了第二次苏丹内战。7月9日，加朗就任苏丹副总统。
7月30日，加朗在同乌干达总统约韦里·穆塞韦尼会谈后乘坐其直升机返回苏丹，途中飞机坠毁，加朗遇难。萨尔瓦·基尔·马亚尔迪特接任其出任苏丹副总统、南苏丹自治政府首脑和苏丹人民解放军领袖。